# Stvari s izleta
Stvari s izleta prvi je studijski album benda The Alibor.
Album je objavljen 12. veljače 2024. godine na digitalnim platformama Spotify, Apple Music, YouTube, Bandcamp i Tidal. 
Album je snimljen u studiju Twenty Twenty u Zadru od svibnja do prosinca 2023. godine. Snimatelj i producent bio je Jere Šešelja, a izdavač albuma je sami bend, odnosno The Alibor. 
Naslovnicu albuma dizajnirao je Mićo Samardžija, a autor fotografije je Damir Mijakovac.

## Ukratko o albumu
Na albumu su žanrovski zastupljena tri pravca i to Alternativni rock (pjesme Lažni kupač, Okrutna i Wi Fi), Art rock (pjesme Stvari s izleta, So-Ho, Slušali smo vlakove i S prozom na put) i radiofonični Indie pop (pjesme Anastazija, Hit i Sjećanja).
Originalna inovacija benda u četiri njihove Art rock pjesme je da se sastoje od tri dijela od kojih se niti jedan, nakon što je jednom odsviran - više ne ponavlja. U tim pjesmama bend koketira s mnogim žanrovima kao što su Chill-out Jazz, Blues i Ska. 
The Alibor je u svom prvijencu i podžanrovski prilično šarolik pa se album doista može smatrati raznovrsnim.

## Popis pjesama
1. Lažni kupač (glazba: Ivica Šimić; tekst: Nora Šaponja) 3:17
2. Stvari s izleta (glazba: Ivica Šimić; tekst: Nora Šaponja) 5:13
3. Anastazija (glazba: Ivica Šimić/Duško Korlat; tekst Nora Šaponja) 4:37
4. Hit (glazba: Ivica Šimić; tekst: Amanda Tica) 3:39
5. So-Ho (glazba: Ivica Šimić; tekst: Nora Šaponja) 3:17
6. Sjećanja (glazba: Ivica Šimić; tekst: Nora Šaponja) 4:18
7. Okrutna (glazba: Ivica Šimić; tekst: Nora Šaponja) 4:13
8. Slušali smo vlakove (glazba: Ivica Šimić/Jurica Jelić; tekst: Jurica Jelić) 5:54
9. Wi Fi (glazba: Ivica Šimić; tekst: Amanda Tica) 5:25
10. S prozom na put (glazba: Ivica Šimić/Jurica Jelić; tekst: Jurica Jelić) 5:55

Autori aranžmana na svim pjesmama su Jug Ramljak, Marija Kaić Zvijerac, Duško Korlat, Katrin Bilić, Matija Miličević-Gregov i Ivica Šimić.

## Izvođači
- Katrin Bilić - vokal
- Marija Kaić Zvijerac - klavijature, prateći vokal
- Matija Miličević-Gregov - klavijature
- Duško Korlat - gitara
- Ivica Šimić - bas
- Jug Ramljak – bubnjevi